# Josef Feistauer
Josef Feistauer (* 6. August 1893 in Benecko; † 1972) war ein tschechoslowakischer Skilangläufer.
Feistauer belegte bei den Nordischen Skiweltmeisterschaften 1927 in Cortina d’Ampezzo den 11. Platz über 18 km und den siebten Rang über 50 km und bei den Nordischen Skiweltmeisterschaften 1929 in Zakopane den 12. Platz über 18 km. Bei seiner einzigen Teilnahme an Olympischen Winterspielen im Februar 1928 in St. Moritz nahm er am 50-km-Lauf teil, den er aber vorzeitig beendete. Sein Bruder Jaroslav Feistauer war als Skispringer, Skilangläufer und Nordischer Kombinierer aktiv.